# Herrgårdsklint (naturreservat)
Herrgårdsklint är ett naturreservat i Gammelgarns socken i Region Gotland på Gotland.
Området är naturskyddat sedan 2009 och är 149 hektar stort. Reservatet består förutom av Herrgårdsklint och Millklint av ett barrskogsområde med våtmarker som den agbevuxna Diksmyr. 